# Taxithelium capillipes
Taxithelium capillipes är en bladmossart som beskrevs av Brotherus 1908. Taxithelium capillipes ingår i släktet Taxithelium och familjen Sematophyllaceae. Inga underarter finns listade i Catalogue of Life.